# Popcorn (chanson de Crazy Frog)
Pour les articles homonymes, voir Pop-corn (homonymie).
Singles de Crazy Frog
Axel F
(2005) Jingle Bells/U Can't Touch This
(2005)
Pistes de Crazy Frog Presents Crazy Hits
Axel F Whoomp! (There It Is)
Popcorn est une chanson de Crazy Frog sorti le 22 août 2005 sous le label Ministry of Sound. C'est une reprise de la musique du même nom de Gershon Kingsley.
Elle est présente en tant que 2e piste de l'album Crazy Frog Presents Crazy Hits

## Clip vidéo
Le clip vidéo se déroule en plein milieu de l'océan. Crazy Frog, tranquillement en train de pêcher, bascule de son embarcation puis tombe dans l'eau. En nageant vers les profondeurs, il découvre un gigantesque robot en pleine construction. Alors que la grenouille décide d'explorer le secteur, il se fait repérer par les ouvriers. Une course poursuite s'engage entre eux et la grenouille. Cette dernière nage puis s'arrête sur la plateforme de contrôle où il parvient à reprogrammer les ouvriers. Alors qu'il en profite en les faisant danser, le chef de chantier décide d'activer le robot afin de capturer l'intrus. Le robot tente de le neutraliser mais détruit les ouvriers ainsi que le sous marin du chef de chantier durant la bagarre. Crazy Frog s'en sort indemne et regagne la surface.

## Liste des pistes single
Royaume-Uni
1. Popcorn (radio mix)
2. Popcorn (radio mix instrumental)
3. Popcorn (potatoheadz mix)
4. Popcorn (radikal mix)
5. Popcorn (resource mix)
6. Popcorn (video)

 Australie
1. Popcorn (radio mix)
2. Popcorn (potatoheadz mix)
3. Popcorn (resource mix)
4. Who Let the Frog Out?

## Classements et successions
| Classement (2005)                       | Meilleure position |
| --------------------------------------- | ------------------ |
| Australie (ARIA)                        | 11                 |
| Autriche (Ö3 Austria Top 40)            | 19                 |
| Belgique (Flandre Ultratop 50 Singles)  | 11                 |
| Belgique (Wallonie Ultratop 50 Singles) | 1                  |
| Danemark (Tracklisten)                  | 9                  |
| Pays-Bas (Nederlandse Top 40)           | 39                 |
| Europe Classement Hot 100               | 4                  |
| Finlande (Suomen virallinen lista)      | 12                 |
| France (SNEP)                           | 1                  |
| France Classement digital               | 1                  |
| Allemagne German Singles Chart          | 35                 |
| Grèce Singles Chart                     | 12                 |
| Irlande IRMA Classement single          | 14                 |
| Nouvelle-Zélande (RMNZ)                 | 1                  |
| Norvège (VG-lista)                      | 12                 |
| Espagne (PROMUSICAE)                    | 1                  |
| Suède (Sverigetopplistan)               | 9                  |
| Suisse (Schweizer Hitparade)            | 6                  |
| Taïwan Taiwanese Singles Chart          | 2                  |
| Royaume-Uni Classement single           | 12                 |
| Ukraine Classement airplay              | 11                 |

| Classement annuel (2005)              | Position |
| ------------------------------------- | -------- |
| Australie Classement single           | 79       |
| Australie Classement single dance     | 8        |
| Belgique (Wallonie) Classement single | 23       |
| France Classement single              | 6        |
| France Classement digital             | 16       |
| France classement club                | 49       |
| Nouvelle-Zélande Classement single    | 4        |

## Certifications
| Pays      | Certification | Date              | Ventes certifiés | Vente physique            | Vente digital    |
| --------- | ------------- | ----------------- | ---------------- | ------------------------- | ---------------- |
| Australie | Or            | 2005              | 35,000           |                           |                  |
| France    | Diamant       | 1er décembre 2005 | 500,000          | 480,100 (454,716 en 2005) | 17,100 (en 2005) |